# Металоконструкція

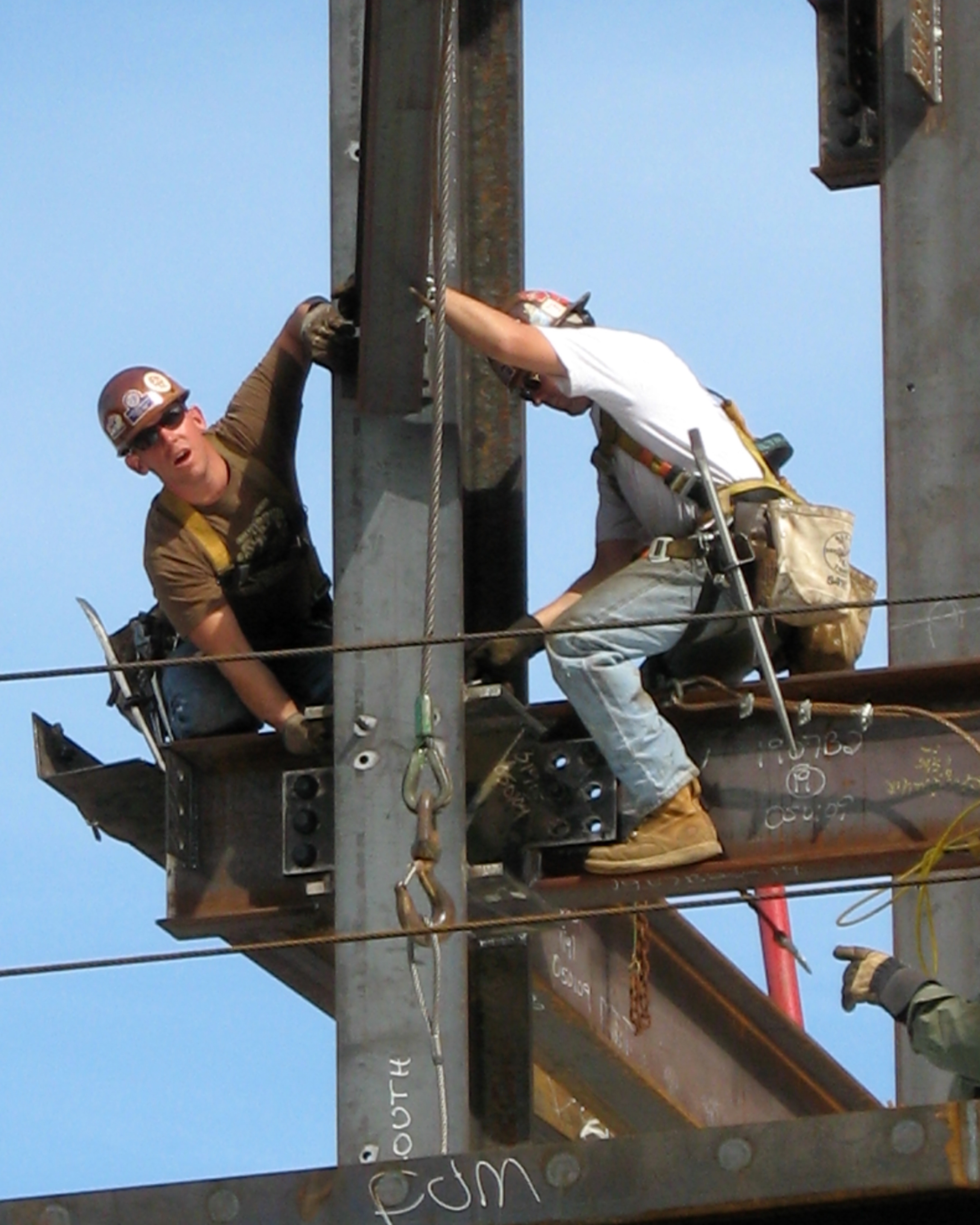
Металоконструкція

Металоконструкції (також: металеві конструкції, скор.: МК) — загальна назва конструкцій з металів і різних сплавів, використовуваних в різних галузях господарської діяльності людини: побудові будівель, виробництві верстатів, масштабних пристроїв, механізмів, апаратів тощо.
У машинобудуванні зазвичай під металоконструкціями йдеться про деталі, виготовлені з профільованого металу, на відміну від литих і кованих деталей.
У будівництві терміном «будівельні металоконструкції» описуються тримальні сталеві будівельні елементи будівлі з металу.

## Історія
До початку XX століття в будівництві застосовувалися в основному литі металеві будівельні конструкції з чавуну (головним чином в колонах, балках, сходах тощо). Сучасні металоконструкції підрозділяються на стальні та з легких сплавів (наприклад, алюмінієві).

## Застосування

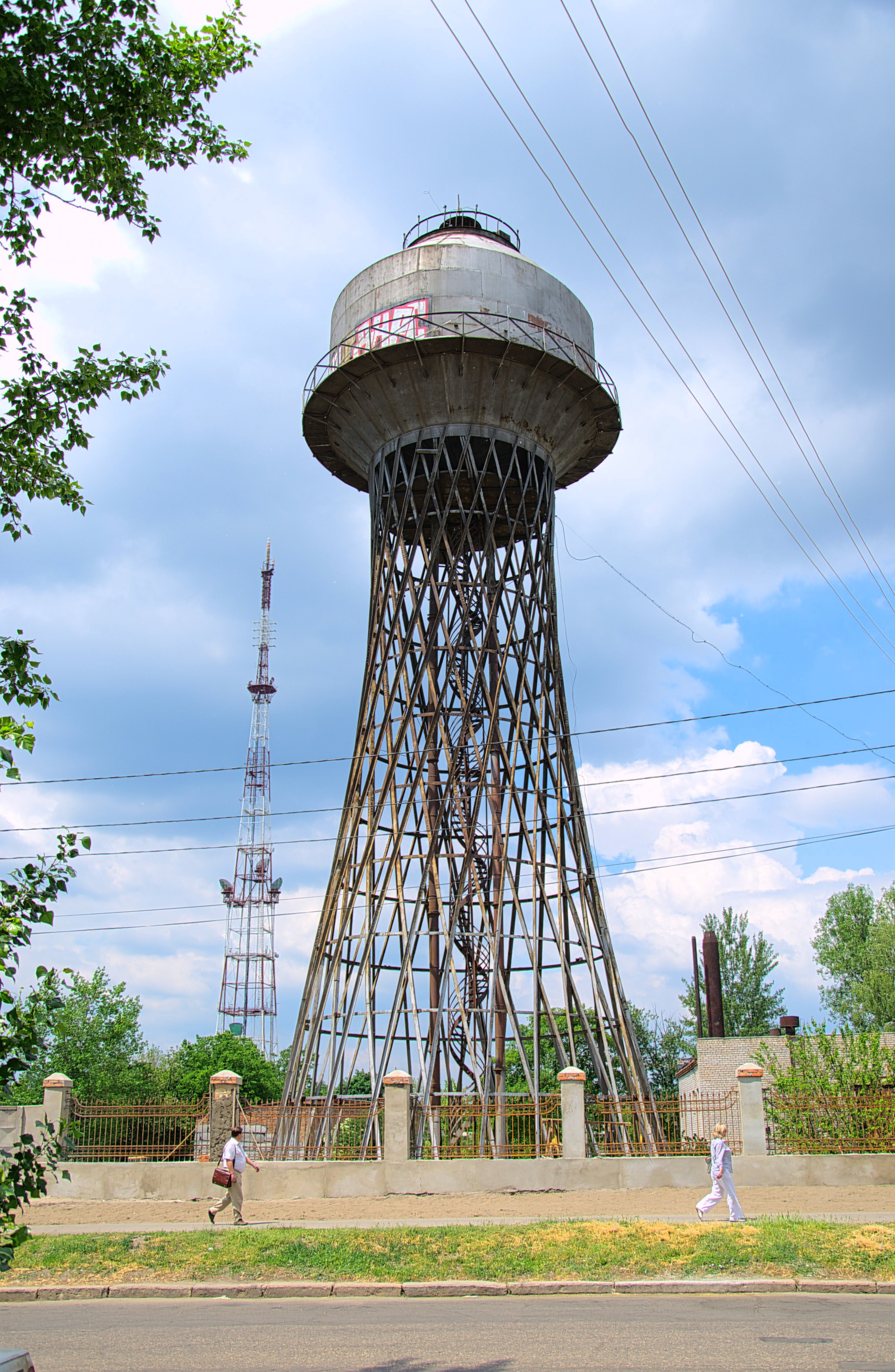
Шуховська водонапірна вежа в Миколаєві — одна з найвідоміших будівель з металоконструкцій в Україні.

Металеві конструкції по області застосування можна розділити на машинобудівні конструкції та конструкції будівель і споруд. У машинобудуванні термін «конструкція» застосуємо порівняно рідко, оскільки діючими нормами передбачені тільки види виробів деталь, складальна одиниця, комплекс і комплект. Водночас терміни «конструктор», «конструювання» використовуються в машинобудуванні вельми часто.

### Типові застосування
- Огороджувальні елементи (паркани, огорожі) та у вигляді оздоблювальних деталей будівель,
- мости, опори чого-небудь, прогони, стріли, балки перекриттів, каркаси для залізобетонних конструкцій, каркаси паль,
- Баштові крани, мостові крани, в основі яких лежать МК,
- Каркаси доменних печей,
- Газгольдери,
- Резервуари,
- Щогли,
- Опори ліній електропередачі,
- Легкі металоконструкції (ЛМК) — конструкції з металу, які використовують для будівництва будинків з великими прольотами,
- Легкі сталеві тонкостінні конструкції (ЛСТК) — будівельні конструкції з холодногнутих оцинкованих профілів.

### Відомі об'єкти з металоконструкцій
- Ейфелева вежа — 300-метрова вежа в Парижі, столиці Франції;
- Вежа Шухова — вежа, виконана у вигляді носійної сталевої сітчастої оболонки.
- Turning Torso — хмарочос в Мальме, Швеція, розташований на шведській стороні протоки Ересунн.
- Хмарочос Мері-Екс — 40-поверховий хмарочос в Лондоні, столиці Великої Британії, конструкція якого виконана у вигляді сітчастої оболонки з центральною опорною основою.
- Міст Золота Брама — висячий міст через протоку Золоті Ворота. Він з'єднує місто Сан-Франциско на півночі півострова Сан-Франциско і південну частину округу Марін, поруч з передмістям Саусаліто. Міст Золоті Ворота був найбільшим висячим мостом у світі з моменту відкриття в 1937 році й до 1964 року.

## Переваги
Металоконструкції мають ряд переваг:
- Легкість;
- Корозійна стійкість (для оцинкованих конструкцій і конструкцій з алюмінієвих сплавів);
- Технологічність;
- Просторова міцність, жорсткість;
- Високі декоративні властивості;
- Швидкість монтажу (споруди) і демонтажу.

## Складові частини металоконструкції
Металоконструкції виготовляються з різного роду металопрокатної продукції:
- Балка з гнучкою стінкою;
- Балка з гофрованою стінкою;
- Профільованого листа (профлист), листового металу;
- Профільних труб, швелерів, таврів, двотаврів, ів, катанки;
- ЛСТК;
- Структури;
- Холодногнуті зварні профілі (ХГСП);
- та ін.

## Способи з'єднання
За характером з'єднання елементів між собою розрізняють:
- Зварні з'єднання;
- Клепані з'єднання;
- Болтові з'єднання;
- та ін.

## Типи МК
Металоконструкції будівель і споруд можна розділити на технологічні та будівельні.
Технологічні конструкції представлені в основному опорами під обладнання і трубопроводами, бункерами, естакадами, рукавами, відстійниками, мірниками, робочими майданчиками, сходами, стійками тощо. Частина з них виготовляється на заводах, але деякі конструкції можуть бути виготовлені й на будмайданчику.
Будівельні конструкції по розрахункових моделях діляться на наступні типи:
- Окремі конструктивні елементи (балки, стійки, колони та ін.);
- Плоскі або просторові розкріпленні системи;
- Плоскі або просторові нерозкріпленні системи;
- Листові конструкції.

Найбільш ефективні металеві конструкції для покриттів будівель і споруд, оскільки при цьому виявляється здатність металу добре чинити опір розтягуванню і вигину. Покриття можуть бути виконані з ферм і  оболонок. За формою оболонки розрізняють:
- Перекриття-оболонка;
- Гіперболоїдні конструкції;
- Просторові оболонки;
- Сітчасті оболонки;